# 호리이 차도
호리이 차도(일본어: 堀井 茶渡, 1984년 8월 29일 ~ )는 일본의 배우 겸 성우이다. 시즈오카현 출신이다.